# Driftwood, Pennsylvania
Driftwood là một thị trấn thuộc quận Cameron, tiểu bang Pennsylvania, Hoa Kỳ. Năm 2010, dân số của thị trấn này là 67 người.